# Camps de Luca
Camps de Luca est une société par actions simplifiée confectionnant des vêtements pour homme sur-mesure. Elle est dirigée par Marc de Luca, tailleur.

## Histoire
L'entreprise est née en 1969 de l'association de deux grandes figures du sur-mesure de l'époque, Joseph Camps et Mario de Luca. Les ateliers sont situés au 16 rue de la Paix à Paris. En l’espace de quelques années, l’association entre les deux tailleurs va imposer son style et séduire dans les années 1970 et 1980 des célébrités parmi lesquelles Claude François, le Shah d’Iran et le Roi de Jordanie,,.
L'entreprise est gérée aujourd'hui par le fils de Mario : Marc de Luca, aidé de ses fils Charles de Luca et Julien de Luca. La clientèle s'est renouvelée : elle vient de plus en plus de l'étranger et les clients entrent plus souvent seuls dans la boutique.

## Style
Le Style Camps de Luca est symbolisé par la position de l'emmanchure haute, la veste est plutôt cintrée, avec des fentes et des poches assez hautes. Cela tend à donner des vestes près du corps et bien marquées à la taille. Les revers et les détails résultent des souhaits du client. La poche goutte intérieure et les plis cassés des fentes de la veste sont aussi caractéristiques de la marque,.

## Distinctions
Camps de Luca fait partie des Entreprises du Patrimoine Vivant (EPV).